# Vila Cova (Vila Real)
Pour les articles homonymes, voir Vila Cova.
Vila Cova est une localité de la commune portugaise de Vila Real.